# موری‌آرتی (گروه موسیقی)
موری‌آرتی (به انگلیسی: Moriarty) یک گروه موسیقی فرانسوی/آمریکایی است که در سال ۱۹۹۵ تأسیس شد. آثاری موری‌آرتی آمیزه‌ای از فولک ایرلندی، کانتری و بلوز را در خود دارد. آن‌ها در تنظیم قطعه‌های‌شان از سازهای مختلفی مانند کنترباس، هارمونیکا و کازو استفاده‌می‌کنند که بعضی اوقات با صداهای افکت در زمینه همراه می‌شود. خاستگاه اعضای گروه کشورهای مختلفی مانند فرانسه، آمریکا، سوئیس و ویتنام است. آن‌ها نام «موری‌آرتی» را از شخصیت اصلی رمان در جاده نوشتهٔ جک کرواک به عاریه گرفته‌اند.

## پیشینه

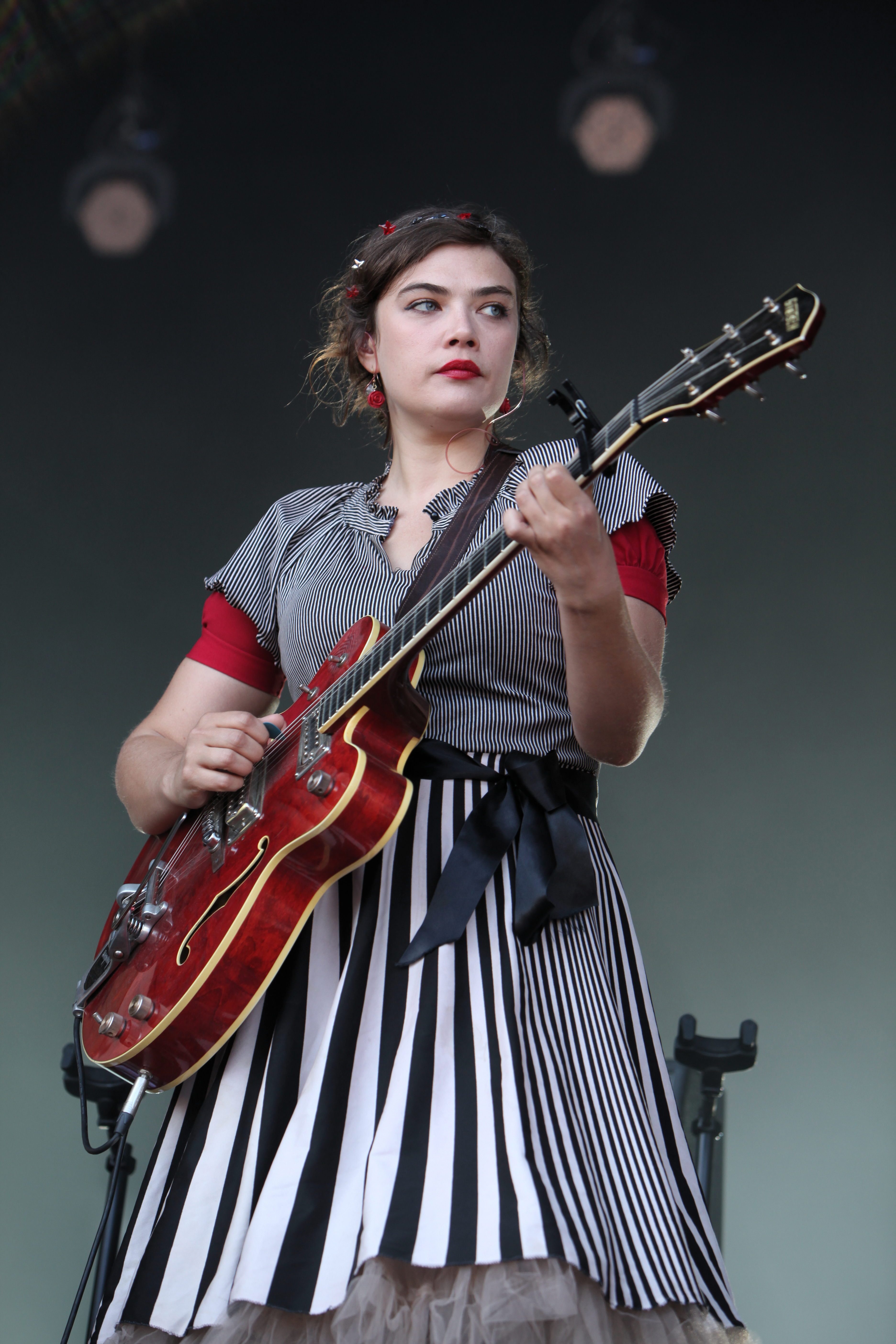
نگاره‌ای از رزماری استنلی، خواننده اصلی و نوازنده گیتار گروه موسیقی موری‌آرتی در حین اجرای کنسرت. استنلی در سال ۱۹۹۹ میلادی به این گروه پیوست.

اعضای فعلی گروه چارلز کارمیناک (گیتار و پرکاشن)، آرتور ژیلت (گیتار و پیانو)، توماس Puéchavy (هارمونیکا)، رزماری استنلی (آواز) و استیون زیمرلی (دابل باس و گیتار) هستند. در سال‌های پایانی دههٔ ۱۹۹۰ میلادی و زمانی که ۳ عضو اولیهٔ موری‌آرتی از آن جدا شدند، باقی‌ماندهٔ اعضا با تغییر سبک از بلوز سنتی و بهره‌گرفتن از تنظیم‌های آکوستیک در ساخت قطعه‌ها، به موسیقی موری‌آرتی سمت و سوی جدیدی دادند. تغییرات عمده در ترکیب نفرات این امکان را برای اعضای باقی‌مانده فراهم کرد تا علاوه بر آزمایش صداهای جدید در زمینهٔ اجرا نیز تجربه‌های تازه‌ای کسب کنند. آن‌ها اجراهایی را در یک زندان در نرماندی، یک قلعهٔ مخروبه در توسکانی و خیابان‌های پاریس و دوبلین برگزار کردند.
پس از یکی از اجراهای‌شان در سال ۲۰۰۵ با دو کارگردان تئاتر به‌نام‌های جروم دشامپز و ماشا ماکیف آشنا شدند که این آشنایی منجر به ضبط اولین آلبوم موری‌آرتی تحت برچسب یک شرکت نشر محلی شد. آن‌ها در سال‌های ۲۰۰۶ و ۲۰۰۷ در جشنوارهٔ موسیقی Printemps de Bourges بلژیک شرکت کردند و پس از انتشار اولین تک‌آهنگ‌شان به‌نام «جیمی»، اولین آلبوم استودیویی‌شان با نام Gee Whiz But This Is a Lonesome Town را در اکتبر ۲۰۰۷ منتشر کردند. آلبوم در چند ماه اول انتشارش بیش از ۵۰۰۰۰ نسخه فروش داشت و ۱ سال بعد گواهینامهٔ طلا دریافت کرد.
در ماه‌های آغازین سال ۲۰۰۸ موری‌آرتی یک تور طولانی‌مدت را در کشور فرانسه آغاز کردند که با اجراهایی در سوئیس، کانادا، اسپانیا، آلمان و انگلستان ادامه پیدا کرد. در همان سال قطعهٔ «از سکوت لذت ببر» دپش مد را که قبلاً در یکی از کنسرت‌های‌شان بازخوانی کرده بودند، در استودیو ضبط کردند. اجرای آن‌ها از این قطعه در سال ۲۰۰۸ در آلبوم گردآوری شدهٔ La Musique de Paris Dernière منتشر شد.
در آوریل ۲۰۱۱ موری‌آرتی دومین آلبوم استودیویی‌شان با عنوان The Missing Room را منتشر کردند. این آلبوم ساختاری الکترونیک‌تر از اولین آلبوم گروه داشت که قطعه‌های آن عمدتاً آکوستیک بودند.

## نگارخانه

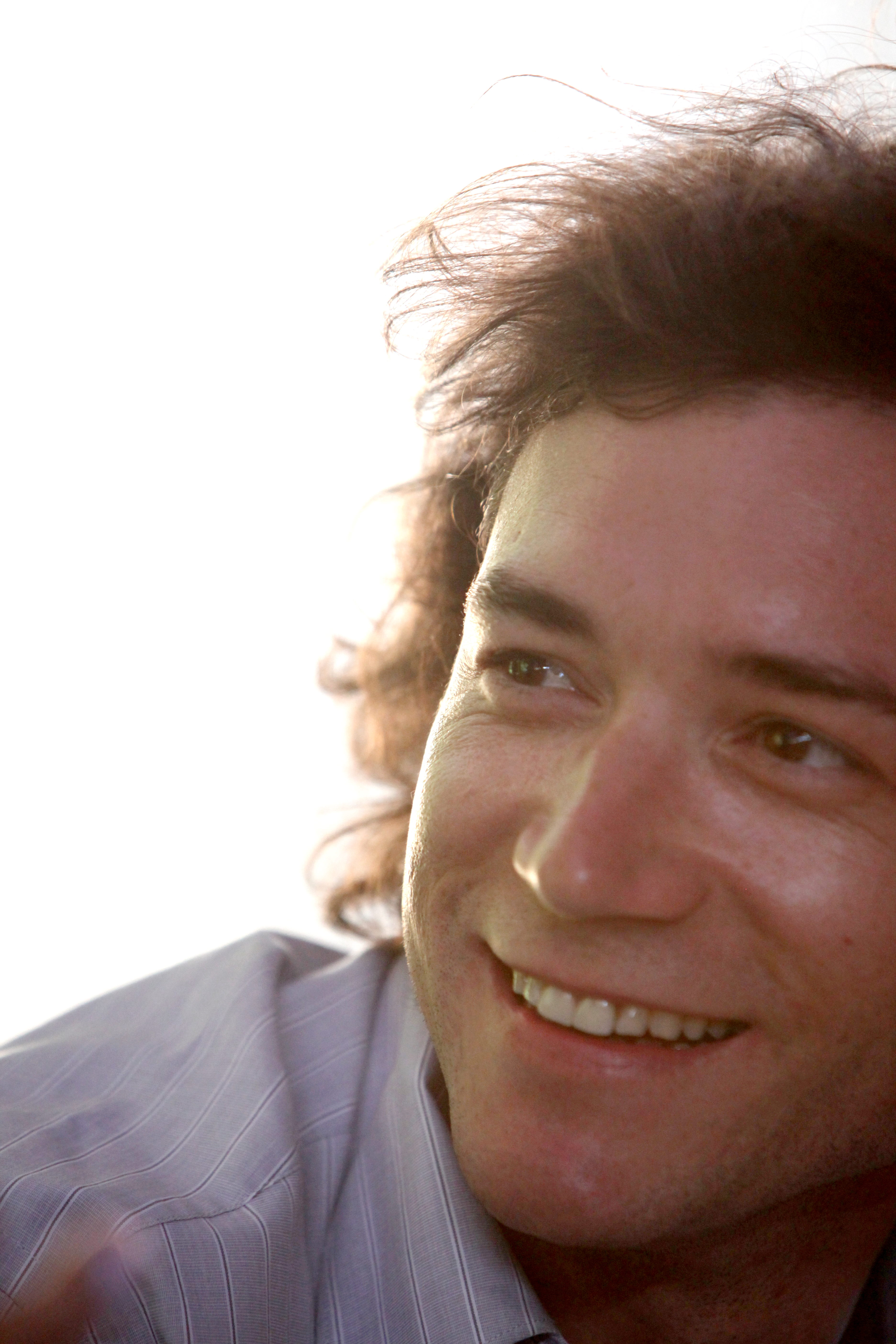
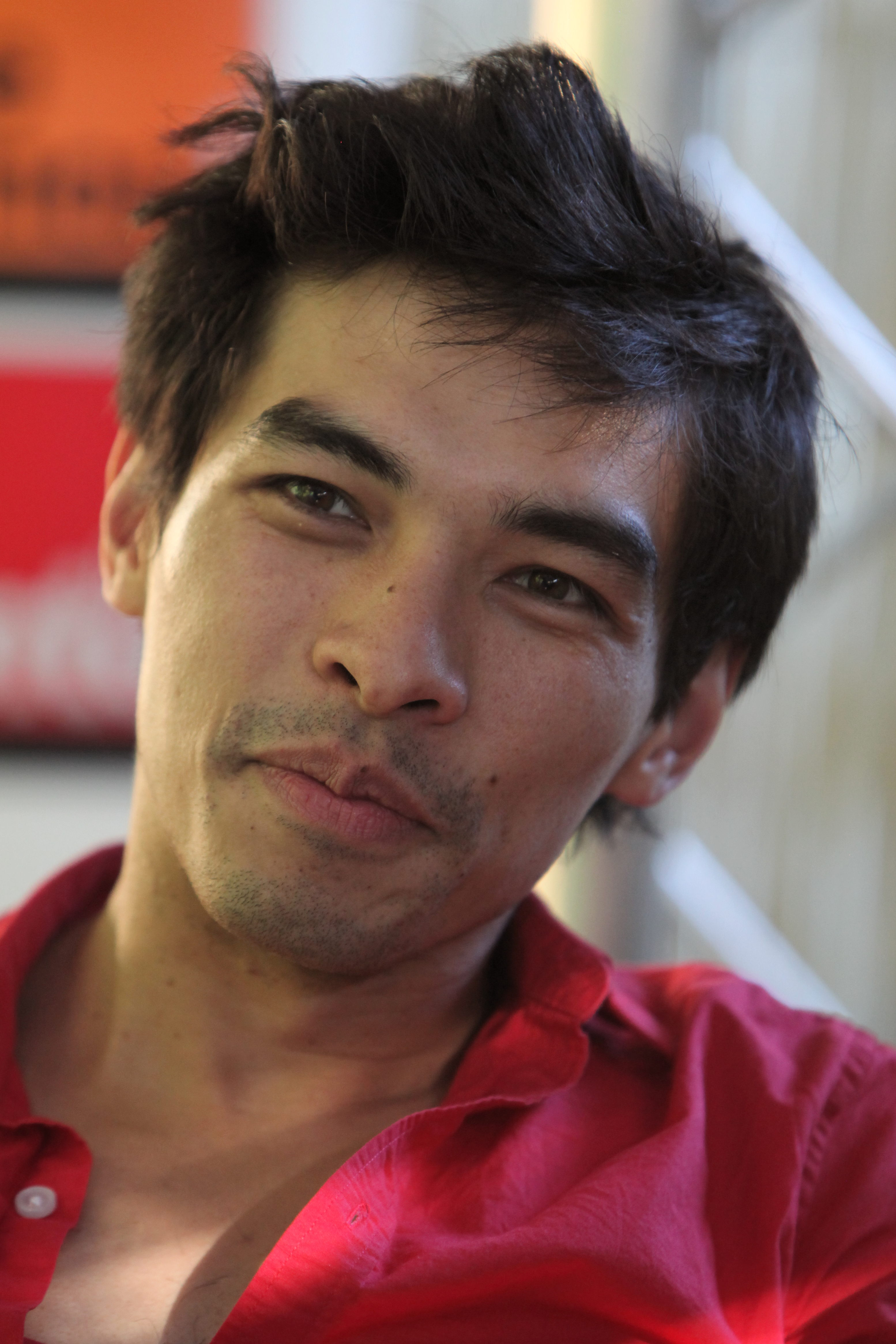
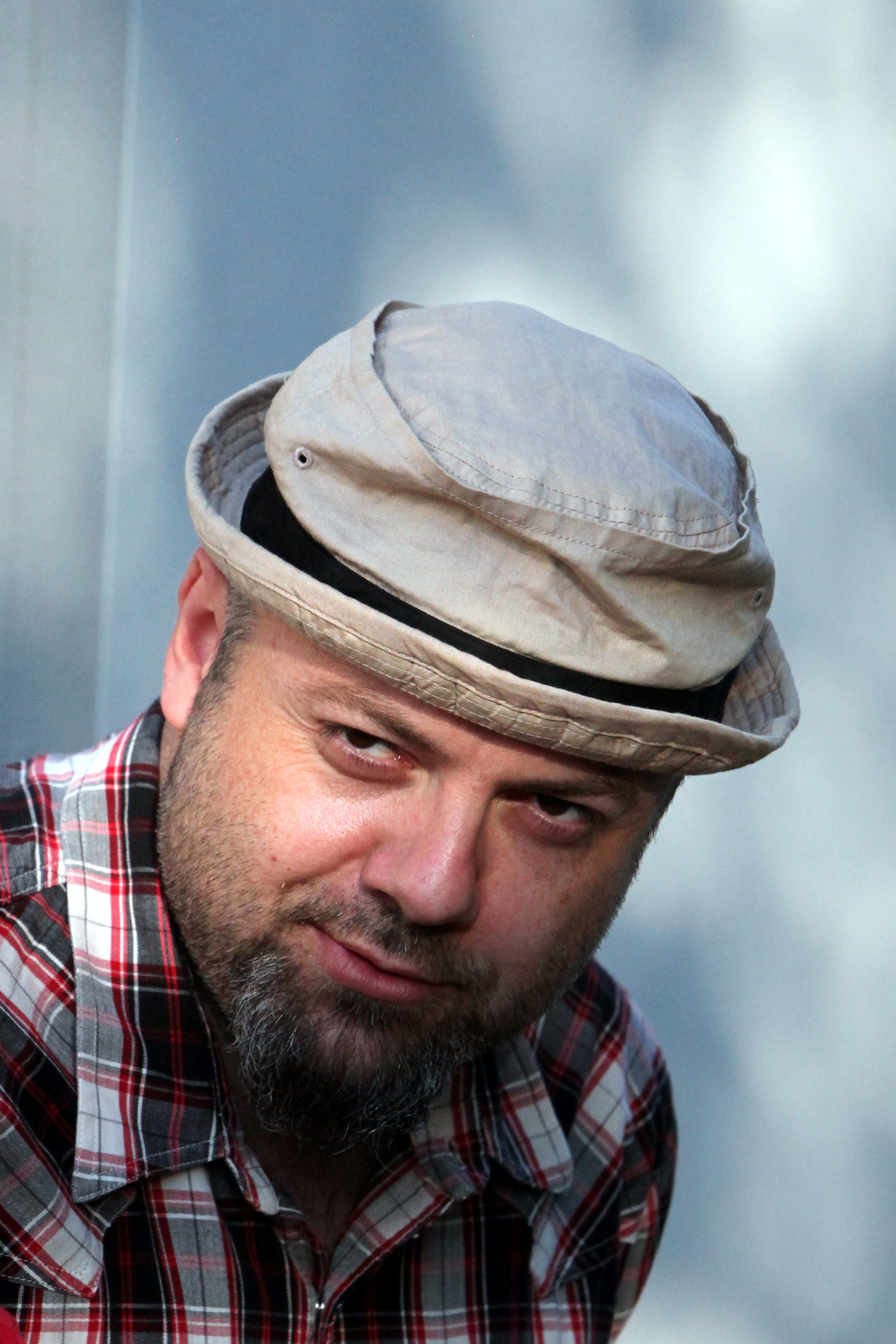
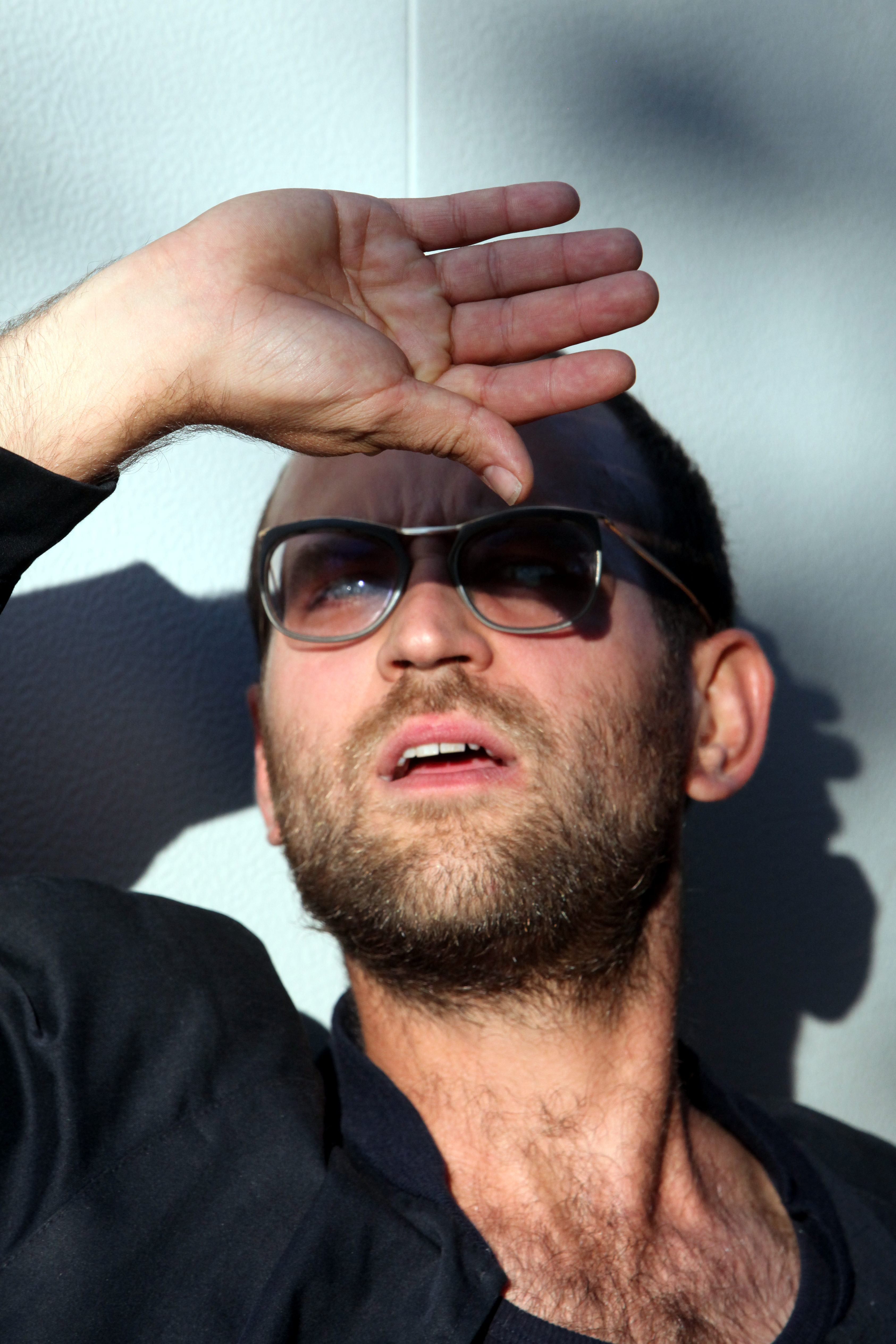
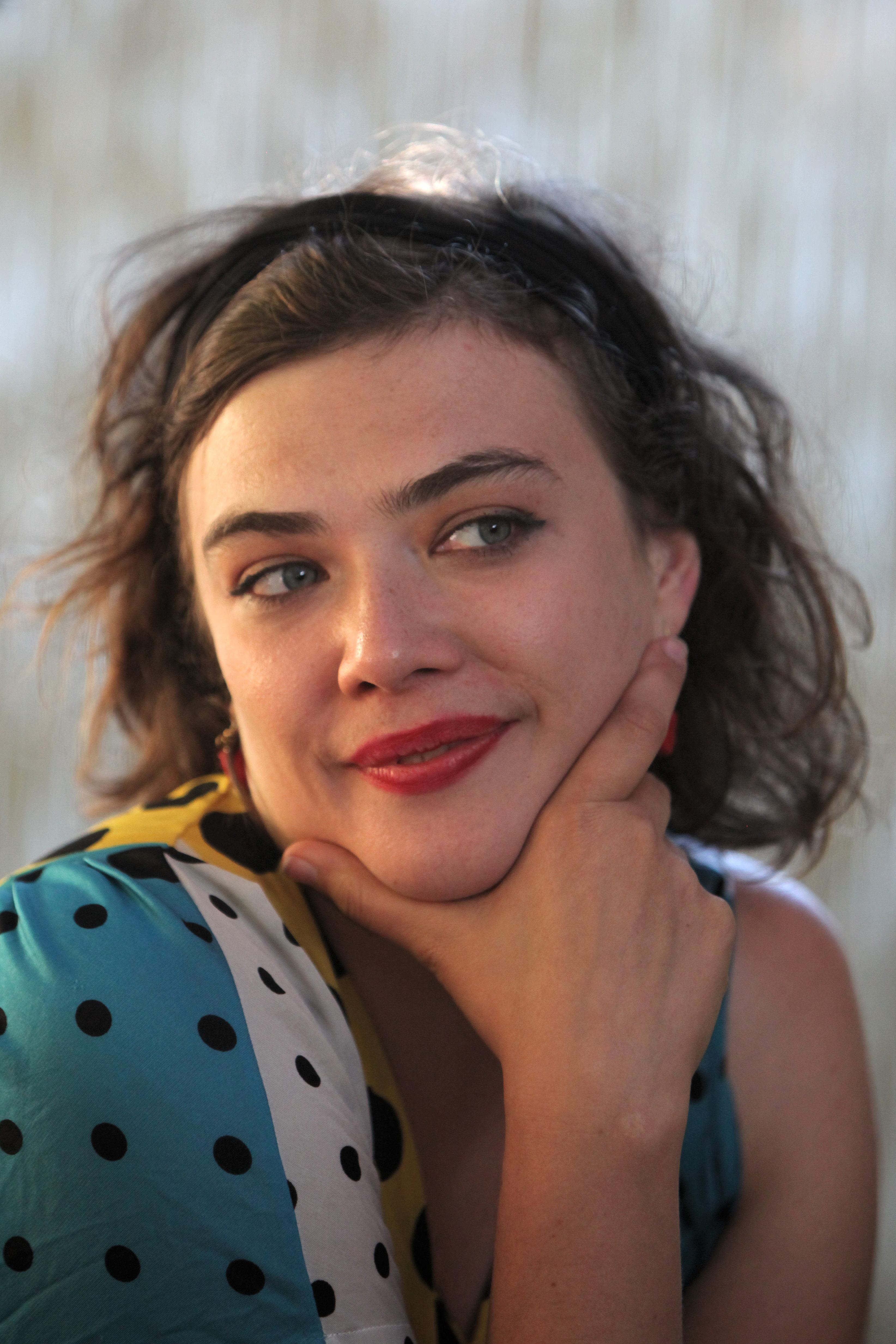
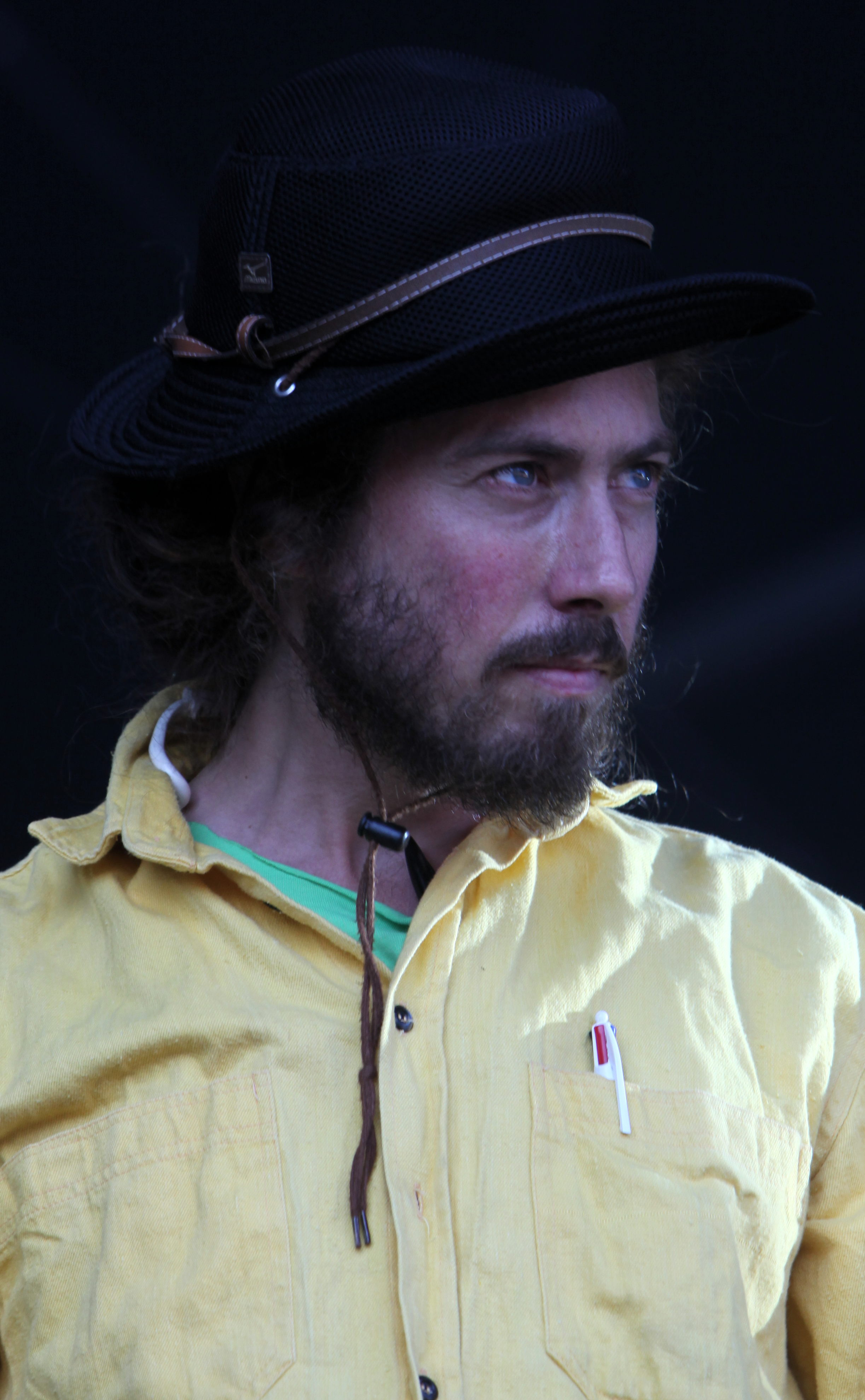

## آلبوم‌های استودیویی
| نام آلبوم                               | معنی نام | سال انتشار |
| ۱. Gee Whiz But This Is a Lonesome Town |          | ۲۰۰۷       |
| ۲. La Musique de Paris Dernière         |          | ۲۰۰۸       |
| ۲. The Missing Room                     |          | ۲۰۱۱       |